# Gonomyia (Gonomyia) malitia
Gonomyia (Gonomyia) malitia is een tweevleugelige uit de familie steltmuggen (Limoniidae). De soort komt voor in het Australaziatisch gebied.